# Johann Christoph Heckel
Johann Christoph Heckel (* 22. September 1747 in Augsburg; † 6. oder 7. Dezember 1798) war ein deutscher lutherischer Theologe und Kirchenlieddichter.

## Leben und Werk
Heckel studierte an den Universitäten Jena sowie Altdorf. Anschließend wirkte er im Kirchen- und Schulbereich in seiner Heimatstadt. Seit 1780 wirkte er als Prediger an der dortigen St.-Jakob-Kirche, danach fungierte er als Pastor des Hospitals zum heiligen Geist. Am 6. oder 7. Dezember 1798 verstarb er 51-jährig.
Sein in Leipzig 1778 anonym veröffentlichtes Werk enthält zuerst die Doppelbezeichnung theologische Encyklopädie, während Bibel und Gesangbuch für Kinder als Vorläufer der Schulbibel angesehen werden kann. Außerdem veröffentlichte er eine Art wöchentliche Zeitung, durch die Kirchenlieder herausgebracht wurden. Auf diesem Wege verbreitete er 40 eigene Lieder sowie 600 fremde, wobei er viele davon etwas angepasst hat. Seine eigenen Lieder legte er auch anderen Werken bei, trotzdem waren diese Lieder bereits Mitte des 19. Jahrhunderts wieder vergessen.

## Werke
- Versuch einer theologischen Encyklopädie und Methodologie (Leipzig 1778; anonym)
- Bibel und Gesangbuch für Kinder
- Neues Gesangbuch für die evangelischen Gemeinden der freien Reichsstadt Augsburg (Hrsg. zusammen mit Diakon Ludwig Friedrich Krauß; Augsburg 1794)